# Annie Bataille
Pour les articles homonymes, voir Bataille (homonymie).
Annie Bataille, née le 17 février 1952 à Enghien-les-Bains et morte le 5 mars 2014 à Bayonne, est une footballeuse française évoluant au poste de défenseur central.

## Carrière

### Carrière en club
Annie Bataille évolue de 1972 à 1973 à Paris Joinville, puis de 1973 à 1976 au FC Rouen ; elle y est finaliste du Championnat de France de football féminin 1975-1976. Elle termine sa carrière au Caluire SC.

### Carrière en sélection
Annie Bataille compte 12 sélections en équipe de France entre 1972 et 1978. 
Elle reçoit sa première sélection en équipe nationale le 24 septembre 1972, en amical contre la Suisse (défaite 2-5). Elle joue son dernier match le 15 avril 1978, en amical contre la Belgique (défaite 0-1).